# Vladimir Galouzine
Vladimir Vassilievitch Galouzine ( russe : Владимир Васильевич Галузин, Vladimir Galuzin en anglais)  est un ténor russe. Il a joué dans des opéras russes tels que La Dame de pique, Boris Godounov et La Khovanchtchina et a joué les rôles principaux dans des opéras italiens comme Madama Butterfly, Otello, Tosca, Aida et Manon Lescaut.

## Carrière
Vladimir Galouzine est né à Roubtsovsk, en Union soviétique, une ville près de Novossibirsk. En 1981, après avoir obtenu son diplôme du Conservatoire de Novossibirsk, il rejoint l'Opéra de Novossibirsk.
De 1990 à 2012, il a travaillé régulièrement avec le Théâtre Mariinsky sous la direction de Valery Gergiev. Son premier rôle de premier plan avec le Mariinsky a été le rôle titre dans Otello de Verdi en 1991. En 1993, il a fait ses débuts dans le rôle de Hermann dans La Dame de pique de Tchaïkovsky un rôle qu'il a interprété à plusieurs reprises en russe et en français, et dont il est considéré comme l'un des meilleurs interprètes de sa génération. Il a également interprété le rôle titre dans Don Carlo de Verdi et dans Sadko de Rimsky-Korsakov, Radamès dans Aïda, Calaf dans Turandot, Des Grieux dans Manon Lescaut, Cavaradossi dans Tosca, Alexeï dans Le Joueur  de Prokofiev , Sergueï dans Lady Macbeth de Mtsensk de Chostakovitch, Khovansky dans la La Khovanchtchina de Moussorgski, Canio dans Pagliacci de Leoncavallo.
Il a joué dans la plupart des plus grands théâtres, salles de concert et festivals du monde, notamment le Metropolitan Opera, le San Francisco Opera, le Houston Grand Opera, le Los Angeles Opera et le Lyric Opera de Chicago aux États-Unis ; Royal Opera House de Londres, Covent Garden, au Royaume-Uni; Teatro alla Scala de Milan; La Fenice de Venise, le Teatro Verdi de Trieste, le Teatro Comunale di Bologna ainsi que le Teatro Comunale de Florence; l' Opéra d'État de Vienne en Autriche ; l’ Opéra National (Bastille) et le Théâtre de Châtelet, tous deux à Paris, ainsi que le Théâtre du Capitole de Toulouse et l’Opéra de Marseille ; Madrid « Teatro Real et Barcelone Grand Teatre del Liceu en Espagne; le théâtre Mariinsky à Saint-Pétersbourg et le théâtre Bolchoï à Moscou, en Russie ; l’Opéra national des Pays-Bas Amsterdam aux Pays-Bas ; le Deutsche Oper Berlin, l' Opéra de Cologne et le Festspielhaus Baden-Baden en Allemagne ; le Nouveau Théâtre National de Tokyo, au Japon ; l' Opéra israélien ; et le Teatro Colón de Buenos Aires, en Argentine . En outre, il a joué au Festival de Salzbourg, aux festivals de Bregenz et d’Édimbourg et au Kennedy Center de Washington ; le Royal Albert Hall de Londres ; les Chorégies d'Orange et les Arènes de Vérone .
Il a travaillé avec des chefs d'orchestre de renom tels que Valery Gergiev, Claudio Abbado, Riccardo Muti, Zubin Mehta, Seiji Ozawa, Michel Plasson, Guennadi Rojdestvenski, Mstislav Rostropovitch et Michail Jurowski entre autres.
En 2007, Vladimir Galouzine a été nommé artiste du peuple de la fédération de Russie. En 2008, il a reçu un doctorat honoris causa de l' Université nationale de musique de Bucarest. Le ténor se produit toujours sur scène principalement au Théâtre Mariinsky où il interprète encore les rôles qui ont fait sa gloire, Calaf et Hermann notamment.

## Vie privée
Vladimir a épousé la soprano Natalia Tymtchenko le 09 juin 2009.